# باتان
باتان رمزها «PA» (بالإنجليزية: Patan)‏ ، هو تقسيم إداري لدولة الهند تتبع ولاية غوجارات (بالإنجليزية: Gujarat)‏ ، مركزها هو مدينة باتان (بالإنجليزية: Patan)‏ عدد سكانها حسب تعداد سنة 2001 هو 1,181,941 ، مساحتها 5,738 كم² وكثافة السكان 206 لكل كم² .